# Coupe de France 1977/78
Het seizoen 1977/78 was het 61e seizoen van de Coupe de France in het voetbal. Het toernooi werd georganiseerd door de Franse voetbalbond.
Dit seizoen namen er 2544 clubs deel (460 meer dan de record deelname uit het vorige seizoenen). De competitie ging in de zomer van 1977 van start en eindigde op 13 mei 1978 met de finale in het Parc des Princes in Parijs. De finale werd gespeeld tussen AS Nancy (voor het eerst finalist) en OGC Nice (voor de derde keer finalist). AS Nancy veroverde de beker, middels een doelpunt van Michel Platini, door OGC Nice met 1-0 te verslaan.
Als bekerwinnaar vertegenwoordigde AS Nancy Frankrijk in de Europacup II 1978/79.

## Uitslagen

### 1/32 finale
Voor de derde keer namen er clubs uit een van de Franse overzeese gebieden deel aan de landelijke eindronden. Na Golden Star (Martinique) in 1974/75 en CS Saint-Denis (Réunion) in 1975/76 viel deze keer de eer te beurt aan Club Colonial Cayenne (Frans-Guyana) en Jeunesse Sportive Saint-Pierre (Réunion). De 20 clubs van de Division 1 kwamen in deze ronde voor het eerst in actie. De wedstrijden werden op 28 en 29 januari en 7 februari (SEC Bastia-AS Cannes) gespeeld.
| Winnaar               | Uitslag      | Verliezer                  |
| --------------------- | ------------ | -------------------------- |
| AS Nancy              | 1-0          | AS Pierrots Vauban         |
| OGC Nice              | 2-1          | SA Épinal                  |
| FC Sochaux            | 3-0          | US Tavaux-Damparis         |
| AS Monaco             | 4-1          | Olympique Alès en Cévennes |
| US Valenciennes-Anzin | 2-0          | Calais RUFC                |
| FC Nantes             | 2-0 nv       | Le Havre AC                |
| Olympique Marseille   | 1-0          | Stade Brest                |
| SEC Bastia            | 3-1          | AS Cannes                  |
| FC Martigues          | 2-0          | CS Thonon                  |
| FC Metz               | 5-0          | FC Masevaux                |
| AS Angoulême          | 3-1          | JS Saint-Pierre            |
| Lille OSC             | 4-0          | Club Colonial Cayenne      |
| Gazélec FCO Ajaccio   | 0-0 ns (3-1) | Olympique Lyon             |
| US Dunkerque          | 1-0          | RC Lens                    |
| Girondins Bordeaux    | 3-0          | Stade Rennes               |
| Stade Reims           | 4-2 nv       | US Grand Boulogne          |

| Winnaar              | Uitslag      | Verliezer         |
| -------------------- | ------------ | ----------------- |
| Stade Saint-Brieuc   | 1-0          | EA Guingamp       |
| Paris Saint-Germain  | 2-0          | Sporting Toulon   |
| AS Saint-Étienne     | 0-0 ns (3-1) | SCO Angers        |
| Entente BFN          | 1-0          | SM Caen           |
| Olympique Avignon    | 2-1 nv       | US Albi           |
| Amicale Lucé         | 6-0          | US Nœux-les-Mines |
| Troyes Aube Football | 1-0          | AJ Auxerre        |
| RC Strasbourg        | 4-1          | Paris FC          |
| US Toulouse          | 3-1 nv       | Stade Laval       |
| Red Star Paris       | 2-1 nv       | AS Poissy         |
| AC Arlès             | 1-1 ns (7-6) | SO Pont-de-Chéruy |
| SR Saint-Dié         | 1-1 ns (3-2) | ECAC Chaumont     |
| ES Viry-Châtillon    | 1-0          | LB Châteauroux    |
| Olympique Nîmes      | 2-1          | FC Sète           |
| Limoges FC           | 2-1          | FC Rouen          |
| Tours FC             | 2-1          | ESA Brive         |

### 1/16 finale
De heenwedstrijden tussen 17 februari en 2 maart gespeeld, de terugwedstrijden tussen 22 februari en 14 maart.
 * = eerst thuis 
| Winnaar               | Uitslag  | Verliezer              |
| --------------------- | -------- | ---------------------- |
| AS Nancy              | 2-0, 3-0 | Stade Saint-Brieuc *   |
| OGC Nice *            | 2-1, 3-3 | Paris Saint-Germain    |
| FC Sochaux *          | 0-0, 2-2 | AS Saint-Étienne       |
| AS Monaco             | 2-1, 5-1 | Entente BFN *          |
| US Valenciennes-Anzin | 1-3, 2-0 | Olympique Avignon *    |
| FC Nantes *           | 2-1, 3-1 | Amicale Lucé           |
| Olympique Marseille   | 2-2, 3-0 | Troyes Aube Football * |
| SEC Bastia            | 3-0, 0-0 | RC Strasbourg *        |

| Winnaar             | Uitslag  | Verliezer           |
| ------------------- | -------- | ------------------- |
| FC Martigues *      | 1-0, 0-0 | US Toulouse         |
| FC Metz             | 2-2, 2-0 | Red Star Paris *    |
| AS Angoulême        | 1-0, 2-0 | AC Arlès *          |
| Lille OSC *         | 1-0, 1-0 | SR Saint-Dié        |
| Gazélec FCO Ajaccio | 1-1, 3-1 | ES Viry-Châtillon * |
| US Dunkerque *      | 0-0, 1-1 | Olympique Nîmes     |
| Girondins Bordeaux  | 2-3, 2-0 | Limoges FC *        |
| Stade Reims         | 1-1, 2-0 | Tours FC *          |

### 1/8 finale
De beide wedstrijden tussen Monaco en Lille werden op 17 en 21 maart gespeed. Alle andere heenwedstrijden werden op 18 maart gespeeld, de terugwedstrijden op 22 maart.
 * = eerst thuis 
| Winnaar    | Uitslag  | Verliezer      |
| ---------- | -------- | -------------- |
| AS Nancy * | 2-0, 1-1 | FC Martigues   |
| OGC Nice   | 2-0, 3-0 | FC Metz *      |
| FC Sochaux | 0-0, 1-0 | AS Angoulême * |
| AS Monaco  | 1-1, 3-2 | Lille OSC *    |

| Winnaar               | Uitslag  | Verliezer             |
| --------------------- | -------- | --------------------- |
| US Valenciennes-Anzin | 1-4, 5-0 | Gazélec FCO Ajaccio * |
| FC Nantes *           | 2-0, 5-0 | US Dunkerque          |
| Olympique Marseille * | 1-0, 2-0 | Girondins Bordeaux    |
| SEC Bastia            | 1-0, 2-1 | Stade Reims *         |

### Kwartfinale
De heenwedstrijden werden op 14 en 15 april (Monaco-Bastia) gespeeld, de terugwedstrijden op 18 april.
 * = eerst thuis 
| Winnaar      | Uitslag  | Verliezer               |
| ------------ | -------- | ----------------------- |
| AS Nancy     | 0-0,3-0  | US Valenciennes-Anzin * |
| OGC Nice *   | 4-1, 0-1 | FC Nantes               |
| FC Sochaux * | 0-0, 1-0 | Olympique Marseille     |
| AS Monaco    | 1-2, 2-0 | SEC Bastia *            |

### Halve finale
De heenwedstrijden werden op 5 mei gespeeld, de terugwedstrijden op 8 mei.
 * = eerst thuis 
| Winnaar    | Uitslag  | Verliezer    |
| ---------- | -------- | ------------ |
| AS Nancy   | 0-1, 5-0 | FC Sochaux * |
| OGC Nice * | 1-0, 1-1 | AS Monaco    |

### Finale
|             |                    |       |          |                                                                                |
| 13 mei 1978 | AS Nancy           | 1 – 0 | OGC Nice | Parc des Princes, Parijs Toeschouwers: 45.998 Scheidsrechter: Achille Verbecke |
| 13 mei 1978 | Michel Platini 57' |       |          | Parc des Princes, Parijs Toeschouwers: 45.998 Scheidsrechter: Achille Verbecke |

1917/18 · 1918/19 · 1919/20 · 1920/21 · 1921/22 · 1922/23 · 1923/24 · 1924/25 · 1925/26 · 1926/27 · 1927/28 · 1928/29 · 1929/30 · 1930/31 · 1931/32 · 1932/33 · 1933/34 · 1934/35 · 1935/36 · 1936/37 · 1937/38 · 1938/39 · 1939/40 · 1940/41 · 1941/42 · 1942/43 · 1943/44 · 1944/45 · 1945/46 · 1946/47 · 1947/48 · 1948/49 · 1949/50 · 1950/51 · 1951/52 · 1952/53 · 1953/54 · 1954/55 · 1955/56 · 1956/57 · 1957/58 · 1958/59 · 1959/60 · 1960/61 · 1961/62 · 1962/63 · 1963/64 · 1964/65 · 1965/66 · 1966/67 · 1967/68 · 1968/69 · 1969/70 · 1970/71 · 1971/72 · 1972/73 · 1973/74 · 1974/75 · 1975/76 · 1976/77 · 1977/78 · 1978/79 · 1979/80 · 1980/81 · 1981/82 · 1982/83 · 1983/84 · 1984/85 · 1985/86 · 1986/87 · 1987/88 · 1988/89 · 1989/90 · 1990/91 · 1991/92 · 1992/93 · 1993/94 · 1994/95 · 1995/96 · 1996/97 · 1997/98 · 1998/99 · 1999/00 · 2000/01 · 2001/02 · 2002/03 · 2003/04 · 2004/05 · 2005/06 · 2006/07 · 2007/08 · 2008/09 · 2009/10 · 2010/11 · 2011/12 · 2012/13 · 2013/14 · 2014/15 · 2015/16 · 2016/17 · 2017/18 · 2018/19 · 2019/20 · 2020/21 · 
2021/22 · 2022/23 · 2023/24 · 2024/25 ·